# Antoni Wieczorkiewicz (historyk)
Antoni Wieczorkiewicz (ur. 25 listopada 1900 w Żychlinie, zm. w lutym 1942 w KL Auschwitz) – polski historyk sztuki, muzeolog, kustosz Muzeum Dawnej Warszawy i publicysta. 

## Życiorys
Był synem lekarza. W 1918 ukończył Gimnazjum im. Mikołaja Reja w Warszawie. Następnie studiował na Wydziale Filozoficznym Uniwersytetu Warszawskiego. Po otrzymaniu dyplomu kontynuował kształcenie i w 1928 uzyskał doktorat z filozofii w zakresie historii sztuki.
W 1936 został powołany na stanowisko kustosza Galerii Malarstwa Polskiego w Muzeum Narodowym (MN). Od 1937 pełnił funkcję kustosza nowego wówczas oddziału MN – Muzeum Dawnej Warszawy na Starym Mieście. Już na początku swojej działalności na tym stanowisku zorganizował w salach MN pierwszą wystawę o tematyce warszawskiej pt. „Dawna Warszawa”, do której opracował przewodnik. Rok później, w 1938 współuczestniczył w przygotowaniu ekspozycji „Warszawa wczoraj, dziś i jutro”.
Oprócz pracy zawodowej zajmował się także publicystyką, zamieszczając artykuły (przeważnie polityczne) na łamach kilku pism. Od 1935 współredagował miesięcznik branżowy  „Architektura i Budownictwo”. Ponadto działał w Warszawskim Klubie Demokratycznym i Stronnictwie Demokratycznym, będąc członkiem ich władz.
Po wybuchu II wojny światowej podczas wrześniowej obrony Warszawy zabezpieczał zbiory muzeum staromiejskiego przed zniszczeniem. Po zajęciu stolicy przez Niemców zaangażował się w działalność konspiracyjną prowadzoną przez Stronnictwo Demokratyczne. Redagował prasę podziemną. SD dołączyło wówczas w ramach akcji „Prostokąt” do Polskiego Państwa Podziemnego.
19 czerwca 1941 został aresztowany przez Niemców i przewieziony do siedziby Gestapo w al. Szucha. Stamtąd trafił do więzienia w Radomiu, gdzie był poddawany torturom. Ostatecznie został przetransportowany do obozu koncentracyjnego Auschwitz, w którym zmarł w lutym 1942.

## Odznaczenie
- Order Krzyża Grunwaldu III klasy – pośmiertnie (1946)[3]